# Villeconin
Villeconin (prononcé [vilkonɛ̃] ) est une commune française située à quarante-deux kilomètres au sud-ouest de Paris dans le département de l'Essonne en région Île-de-France.
Ses habitants sont appelés les Villeconinois.
L'appellation Villeconin vient de la Villa Conani, mentionnée en 1185, par Renaud de Bar (ou de Mousson), évêque de Chartres, dans un acte de donation de la paroisse aux frères hospitaliers.

## Géographie

### Situation
| Type d’occupation           | Pourcentage | Superficie (en hectares) |
| --------------------------- | ----------- | ------------------------ |
| Espace urbain construit     | 2,9 %       | 42,11                    |
| Espace urbain non construit | 2,5 %       | 36,02                    |
| Espace rural                | 94,7 %      | 1 383,41                 |
| Source : Iaurif             |             |                          |

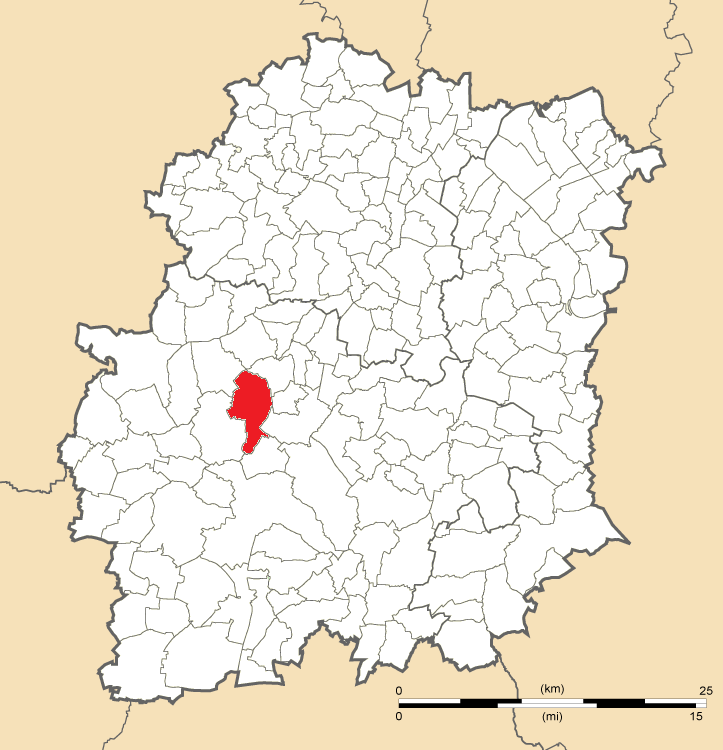
Position de Villeconin en Essonne.

Villeconin est située à quarante-deux kilomètres au sud-ouest de Paris-Notre-Dame, point zéro des routes de France, vingt-sept kilomètres au sud-ouest d'Évry, dix kilomètres au nord-ouest d'Étampes, neuf kilomètres au sud-est de Dourdan, douze kilomètres au sud-ouest d'Arpajon, dix-sept kilomètres au nord-ouest de La Ferté-Alais, dix-huit kilomètres au sud-ouest de Montlhéry, vingt-trois kilomètres au sud-ouest de Palaiseau, vingt-huit kilomètres au sud-ouest de Corbeil-Essonnes, vingt-huit kilomètres au nord-ouest de Milly-la-Forêt.

### Hydrographie
La Renarde, affluent de l'Orge, prend sa source sur la commune, au sud du village.

### Climat
Pour des articles plus généraux, voir Climat de l'Île-de-France et Climat de l'Essonne.
En 2010, le climat de la commune est de type climat océanique dégradé des plaines du Centre et du Nord, selon une étude du CNRS s'appuyant sur une série de données couvrant la période 1971-2000. En 2020, Météo-France publie une typologie des climats de la France métropolitaine dans laquelle la commune est exposée à un climat océanique altéré et est dans la région climatique Sud-ouest du bassin Parisien, caractérisée par une faible pluviométrie, notamment au printemps (120 à 150 mm) et un hiver froid (3,5 °C). 
Pour la période 1971-2000, la température annuelle moyenne est de 11,1 °C, avec une amplitude thermique annuelle de 15,3 °C. Le cumul annuel moyen de précipitations est de 668 mm, avec 10,6 jours de précipitations en janvier et 8,2 jours en juillet. Pour la période 1991-2020, la température moyenne annuelle observée sur la station météorologique la plus proche, située sur la commune de Dourdan à 8 km à vol d'oiseau, est de 11,4 °C et le cumul annuel moyen de précipitations est de 654,2 mm,. Pour l'avenir, les paramètres climatiques de la commune estimés pour 2050 selon différents scénarios d'émission de gaz à effet de serre sont consultables sur un site dédié publié par Météo-France en novembre 2022.

## Urbanisme

### Typologie
Au 1er janvier 2024, Villeconin est catégorisée commune rurale à habitat dispersé, selon la nouvelle grille communale de densité à sept niveaux définie par l'Insee en 2022.
Elle est située hors unité urbaine. Par ailleurs la commune fait partie de l'aire d'attraction de Paris, dont elle est une commune de la couronne,. Cette aire regroupe 1 929 communes,.

## Toponymie
Le nom de la localité est attesté sous les formes Villa Conani au XIIe siècle, Villa Conai au XIIIe siècle.
Il s'agit d'une formation médiévale en Ville-, appellatif toponymique qui pouvait avoir à l'époque le sens de « village » ou encore la signification antérieure de « domaine rural ».
Ernest Nègre, qui ne cite pas de forme ancienne, a reconnu dans l'élément -conin, l'ancien français con(n)in « lapin », ou conil, termes dérivés du latin cuniculus qui signifie à la fois «lapin»et «galerie souterraine», qui a aussi donné, en espagnol : conejo, en portugais : coelho, en italien : coniglio.
On constate parfois l'utilisation d'un nom d'animal dans les formations toponymiques en Ville- ou -ville, sans qu'il soit possible en réalité d'affirmer qu'il s'agit du nom de l'animal plutôt que du surnom d'un personnage (cf. Villechien, Manche, Villacanis en 1112, Villa Canis en 1172 - 1182).
Cependant, si les formes anciennes sont justes, elles contredisent cette affirmation. Il s'agit alors plus vraisemblablement d'un nom de personne, comme c'est généralement le cas pour les formations toponymiques en Ville- ou -ville. Il est possible d'y voir l'anthroponyme breton Conan (latinisé dans un texte en Conanus), ayant régulièrement évolué en  Conain (cf. gallo-roman PANE > pain, MANU> main).
La commune fut créée en 1793 sous le nom de Ville Conin, l'orthographe actuelle fut introduite dans le Bulletin des lois en 1801.

## Histoire
Vers 1388, Jean de Montagu, seigneur de Marcoussis et surintendant aux finances, fait édifier le château de Villeconin.

### Les Hospitaliers
En 1185, en règlement à l'amiable d'un conflit entre les chanoines de Notre-Dame de Chartres et les Hospitaliers de l'ordre de Saint-Jean de Jérusalem, Rainaud II, évêque de Chartres, donne la paroisse de Villeconin au membre de Villeconin, qui la tiendra jusqu'à la Révolution française en échange de l'abandon par les Hospitaliers de construire une église et un cimetière en la ville de Chartres,,.
En 1215, la chapelle de Fourchainville, qui dépendait de l'église de Villeconin avec des terres et des rentes, est donnée par Guillaume Menier, châtelain d’Étampes, en échange de la faire desservir par un prêtre de l'Ordre,.
En 1372, le fiel de Vausalmon est donné par Jean de Prelle, écuyer au membre de Villeconin.

## Démographie

### Évolution démographique
L'évolution du nombre d'habitants est connue à travers les recensements de la population effectués dans la commune depuis 1793. Pour les communes de moins de 10 000 habitants, une enquête de recensement portant sur toute la population est réalisée tous les cinq ans, les populations de référence des années intermédiaires étant quant à elles estimées par interpolation ou extrapolation. Pour la commune, le premier recensement exhaustif entrant dans le cadre du nouveau dispositif a été réalisé en 2006.

En 2022, la commune comptait 768 habitants, en évolution de +5,49 % par rapport à 2016 (Essonne : +2,89 %, France hors Mayotte : +2,11 %).
| 1793 | 1800 | 1806 | 1821 | 1831 | 1836 | 1841 | 1846 | 1851 |
| ---- | ---- | ---- | ---- | ---- | ---- | ---- | ---- | ---- |
| 544  | 492  | 557  | 596  | 553  | 547  | 521  | 512  | 525  |

| 1856 | 1861 | 1866 | 1872 | 1876 | 1881 | 1886 | 1891 | 1896 |
| ---- | ---- | ---- | ---- | ---- | ---- | ---- | ---- | ---- |
| 502  | 507  | 478  | 490  | 462  | 432  | 450  | 425  | 433  |

| 1901 | 1906 | 1911 | 1921 | 1926 | 1931 | 1936 | 1946 | 1954 |
| ---- | ---- | ---- | ---- | ---- | ---- | ---- | ---- | ---- |
| 395  | 419  | 387  | 362  | 349  | 349  | 309  | 308  | 308  |

| 1962 | 1968 | 1975 | 1982 | 1990 | 1999 | 2006 | 2011 | 2016 |
| ---- | ---- | ---- | ---- | ---- | ---- | ---- | ---- | ---- |
| 280  | 284  | 342  | 387  | 528  | 637  | 697  | 731  | 728  |

| 2021 | 2022 | - | - | - | - | - | - | - |
| ---- | ---- | - | - | - | - | - | - | - |
| 757  | 768  | - | - | - | - | - | - | - |

### Pyramide des âges
| Hommes | Classe d’âge | Femmes |
| ------ | ------------ | ------ |
| 0,8    | 90 ans ou +  | 0,6    |
| 3,2    | 75 à 89 ans  | 5,1    |
| 14,6   | 60 à 74 ans  | 13,8   |
| 24,2   | 45 à 59 ans  | 23,7   |
| 19,9   | 30 à 44 ans  | 23,9   |
| 13,3   | 15 à 29 ans  | 14,6   |
| 23,9   | 0 à 14 ans   | 18,3   |

| Hommes | Classe d’âge | Femmes |
| ------ | ------------ | ------ |
| 0,3    | 90 ans ou +  | 0,8    |
| 4,4    | 75 à 89 ans  | 6,7    |
| 11,3   | 60 à 74 ans  | 11,9   |
| 19,9   | 45 à 59 ans  | 20,0   |
| 21,9   | 30 à 44 ans  | 21,4   |
| 20,6   | 15 à 29 ans  | 19,2   |
| 21,7   | 0 à 14 ans   | 20,0   |

## Politique et administration

### Politique locale
La commune de Villeconin est rattachée au canton de Dourdan, représenté par les conseillers départementaux Dany Boyer (DVD) et Dominique Écharoux (LR), intégré à l'arrondissement d’Étampes et à la troisième circonscription de l'Essonne, représentée par la députée Laëtitia Romeiro Dias (LREM).
L'Insee attribue à la commune le code 91 1 09 662. La commune de Villeconin est enregistrée au répertoire des entreprises sous le code SIREN 219 106 622. Son activité est enregistrée sous le code APE 8411Z.

### Tendances et résultats politiques
Élections présidentielles, résultats des deuxièmes tours :
- Élection présidentielle de 2002 : 80,92 % pour Jacques Chirac (RPR), 19,08 % pour Jean-Marie Le Pen (FN), 84,39 % de participation[44].
- Élection présidentielle de 2007 : 57,74 % pour Nicolas Sarkozy (UMP), 42,26 % pour Ségolène Royal (PS), 89,66 % de participation[45].
- Élection présidentielle de 2012 : 54,68 % pour Nicolas Sarkozy (UMP), 45,32 % pour François Hollande (PS), 84,72 % de participation[46].

Élections législatives, résultats des deuxièmes tours :
- Élections législatives de 2002 : 56,42 % pour Geneviève Colot (UMP), 43,58 % pour Yves Tavernier (PS), 66,73 % de participation[47].
- Élections législatives de 2007 : 58,48 % pour Geneviève Colot (UMP), 41,52 % pour Brigitte Zins (PS), 61,89 % de participation[48].
- Élections législatives de 2012 : 54,22 % pour Geneviève Colot (UMP), 45,78 % pour Michel Pouzol (PS), 64,55 % de participation[49].

Élections européennes, résultats des deux meilleurs scores :
- Élections européennes de 2004 : 27,35 % pour Harlem Désir (PS), 20,00 % pour Patrick Gaubert (UMP), 49,71 % de participation[50].
- Élections européennes de 2009 : 26,87 % pour Michel Barnier (UMP), 26,87 % pour Daniel Cohn-Bendit (Europe Écologie), 48,25 % de participation[51].

Élections régionales, résultats des deux meilleurs scores :
- Élections régionales de 2004 : 48,40 % pour Jean-Paul Huchon (PS), 42,57 % pour Jean-François Copé (UMP), 68,20 % de participation[52].
- Élections régionales de 2010 : 53,04 % pour Valérie Pécresse (UMP), 46,96 % pour Jean-Paul Huchon (PS), 54,01 % de participation[53].

Élections cantonales, résultats des deuxièmes tours :
- Élections cantonales de 2004 : 50,29 % pour Denis Meunier (DVD), 49,71 % pour Claire-Lise Campion (PS), 68,01 % de participation[54].
- Élections cantonales de 2011 : 56,30 % pour Claire-Lise Campion (PS), 43,70 % pour Christine Dubois (UMP), 46,99 % de participation[55].

Élections municipales, résultats des deuxièmes tours :
- Élections municipales de 2001 : données manquantes.
- Élections municipales de 2008 : 314 voix pour Claude Delhaye (?), 306 voix pour Monique Kleimann (?), 62,74 % de participation[56].

Référendums :
- Référendum de 2000 relatif au quinquennat présidentiel : 69,83 % pour le Oui, 30,17 % pour le Non, 40,00 % de participation[57].
- Référendum de 2005 relatif au traité établissant une Constitution pour l'Europe : 53,66 % pour le Oui, 46,34 % pour le Non, 76,47 % de participation[58].

### Enseignement
Les élèves de Villeconin sont rattachés à l'académie de Versailles. La commune dispose sur son territoire de l'école primaire La Renarde.

### Jumelages
La commune de Villeconin n'a développé aucune association de jumelage.

## Vie quotidienne à Villeconin

### Lieux de culte

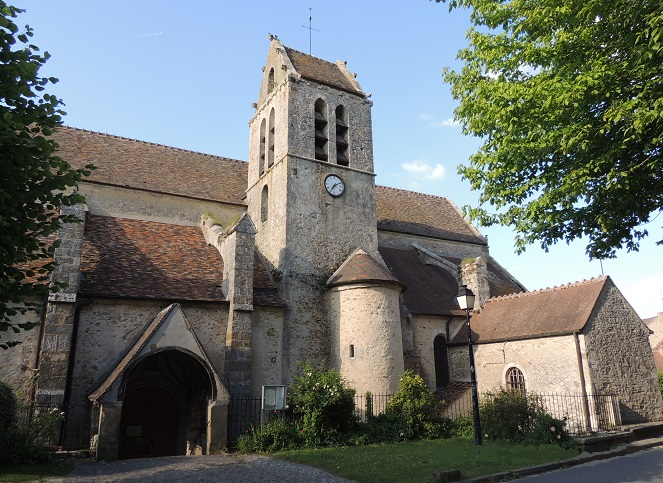
L'église Saint-Aubin, Villeconin.

La paroisse catholique de Villeconin est rattachée au secteur pastoral de Dourdan et au diocèse d'Évry-Corbeil-Essonnes. Elle dispose de l'église Saint-Aubin.

### Médias
L'hebdomadaire Le Républicain relate les informations locales. La commune est en outre dans le bassin d'émission des chaînes de télévision France 3 Paris Île-de-France, IDF1 et Téléssonne intégré à ViàGrandParis.

## Économie

### Emplois, revenus et niveau de vie
En 2006, le revenu fiscal médian par ménage était de 23 909 €, ce qui plaçait la commune au 644e rang parmi les 30 687 communes de plus de cinquante ménages que compte le pays et au soixantième rang départemental.
| Répartition des emplois par catégories socioprofessionnelles en 2006. |              |                                           |                                                   |                            |                          |                           |
|                                                                       | Agriculteurs | Artisans, commerçants, chefs d’entreprise | Cadres et professions intellectuelles supérieures | Professions intermédiaires | Employés                 | Ouvriers                  |
| Villeconin                                                            | -            | -                                         | -                                                 | -                          | -                        | -                         |
| Zone d'emploi de Dourdan                                              | 0,7 %        | 6,0 %                                     | 18,9 %                                            | 28,5 %                     | 26,3 %                   | 19,6 %                    |
| Moyenne nationale                                                     | 2,2 %        | 6,0 %                                     | 15,4 %                                            | 24,6 %                     | 28,7 %                   | 23,2 %                    |
| Répartition des emplois par secteurs d’activités en 2006.             |              |                                           |                                                   |                            |                          |                           |
|                                                                       | Agriculture  | Industrie                                 | Construction                                      | Commerce                   | Services aux entreprises | Services aux particuliers |
| Villeconin                                                            | -            | -                                         | -                                                 | -                          | -                        | -                         |
| Zone d'emploi de Dourdan                                              | 1,7 %        | 10,4 %                                    | 7,5 %                                             | 11,8 %                     | 21,6 %                   | 6,9 %                     |
| Moyenne nationale                                                     | 3,5 %        | 15,2 %                                    | 6,4 %                                             | 13,3 %                     | 13,3 %                   | 7,6 %                     |
| Sources : Insee,                                                      |              |                                           |                                                   |                            |                          |                           |

## Culture locale et patrimoine

### Patrimoine environnemental
Les berges de la Renarde, la pelouse calcicole et les bois répartis sur le territoire ont été recensés au titre des espaces naturels sensibles par le conseil départemental de l'Essonne.

### Patrimoine architectural
- Les aménagements du parc de Saudreville daté du XVIIe siècle ont été inscrits aux monuments historiques le 5 décembre 1972[66], le château de Saudreville a été inscrit à la même date[67].
- Polissoir du Bois de la Charmille : classé aux monuments historiques le 20 mars 1899[68].

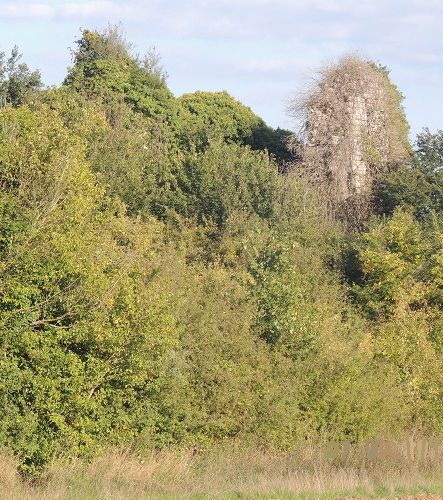
Donjon de La Grange, Villeconin.

- Donjon de La Grange, Villeconin.Le château de Villeconin a été inscrit le 10 mai 1926[69]. Les ruines du château de la Grange du XIIIe siècle ont été inscrites le 10 mai 1926[70].
- L'église Saint-Aubin a été inscrite aux monuments historiques le 6 mars 1926[71].

Dans le joli cadre d'une place fleurie et bordée d'arbres, l'église Saint-Aubin, typique des églises rurales de la région, révèle à l'intérieur deux époques de constructions différentes : XIIe et XVe siècles.
L'église fut édifiée au niveau du terrain naturel, celui du lit de la rivière. Des alluvions ayant surélevé le niveau de la place, il faut aujourd'hui descendre quelques marches pour pénétrer dans l'église.
L'église de Villeconin est placée sous le vocable de saint Aubin (469-554), originaire de Vannes, qui devint moine, puis abbé de Tincillac (entre Angers et Saumur) et enfin évêque d'Angers. Ce saint homme combattit véhémentement la tradition franque des mariages entre frères et sœurs.
Le patron secondaire de la paroisse est saint Thibault de Marly, qui fut abbé des Vaux de Cernay.
De l'extérieur, on peut admirer les grandes fenêtres de style ogival flamboyant, le portail Renaissance, le clocher ajouré de petites fenêtres romanes et de trois couples de longues ouvertures lancéolées, munies d'abat-son, cachant une cloche datée de 1604.
Le chevet comporte trois fenestrages an arc brisé, le plus important, au centre, éclairant le chœur.
Sur la façade Nord, cinq fenestrages en plein cintre éclairent les travées de bas-côté.
La façade Ouest se compose, comme le chevet, de trois parties principales.
La partie centrale comprend un beau fenestrage flamboyant, surmontant le portail principal en anse de panier dont l'arc se termine par une fleuron.
Le vitrail de la façade Est, situé au fond du chœur, représente le Christ entouré de saint Pierre et de saint Paul.
La façade Sud comporte le clocher, la tourelle de l'escalier d'accès, la sacristie et le portail latéral, datable de la fin du XVe, et dont le porche possède une très belle charpente à chevrons rappelant la forme d'un vaisseau renversé.
L'intérieur de l'église se compose d'une nef à trois travées, d'un chœur et d'un sanctuaire, flanqués de deux bas-côtés symétriques terminés par deux chapelles de sainte Joseph et de la Sainte Vierge.
Une balustrade en bois sculpté renaissance sépare le chœur des chapelles.
Les voûtes du chœur et de la nef sont hautes (10,70 m) et donnent un élan qu'accentuent les deux fenestrages flamboyants.
Les huit lourds piliers trapus sont de forme variée: ronds, carrés, hexagonaux, rectangulaires, heptagonaux. des colonnes appliquées à ces piliers s'élancent des faisceaux de nervures caractéristiques du XVe qui donnent la date de reconstitution de l'église.
Dans le mur de la chapelle de la Vierge se trouve un fragment de frise de marbre blanc, débris d'un tombeau portant les armoiries de la famille de Rotrou.
On peut aussi admirer la chaire à prêcher sculptée en chêne (XVIIe), les fonts baptismaux (XVIIIe), des tableaux représentant sainte Marie Madeleine et saint Roch, deux statues en chêne sculpté de saint Aubin et saint Thibault, ainsi qu'un reliquaire en forme de buste d'évêque renfermant des reliques de saint Aubin.
Le château de Villeconin ou manoir des Ardenelles
Il fut édifié en 1388 pour Jean de Montagu, surintendant aux finances, seigneur de Marcoussis.
Les bâtiments d'architecture simple et quelque peu austère s'organisent autour d'une cour centrale, et sont cernés de douves.
À l'intérieur, on peut admirer la très belle salle de Montagu et sa magnifique charpente en ogives.
Le donjon de La Grange commande le vallon dit du Val-Pasquier, du côté de Souzy, et domine de l'autre toute la vallée de la Renarde.
Les restes de ce qui fut une importante fortification sont étouffés par la végétation en bordure d'un champ situé au-dessus du chemin de Saint-Chéron.
Dans les années 1950 le propriétaire du château était le comte de Jouvencel. Source: article de Plaisir de France, illustré de photographies de Pierre Jahan.

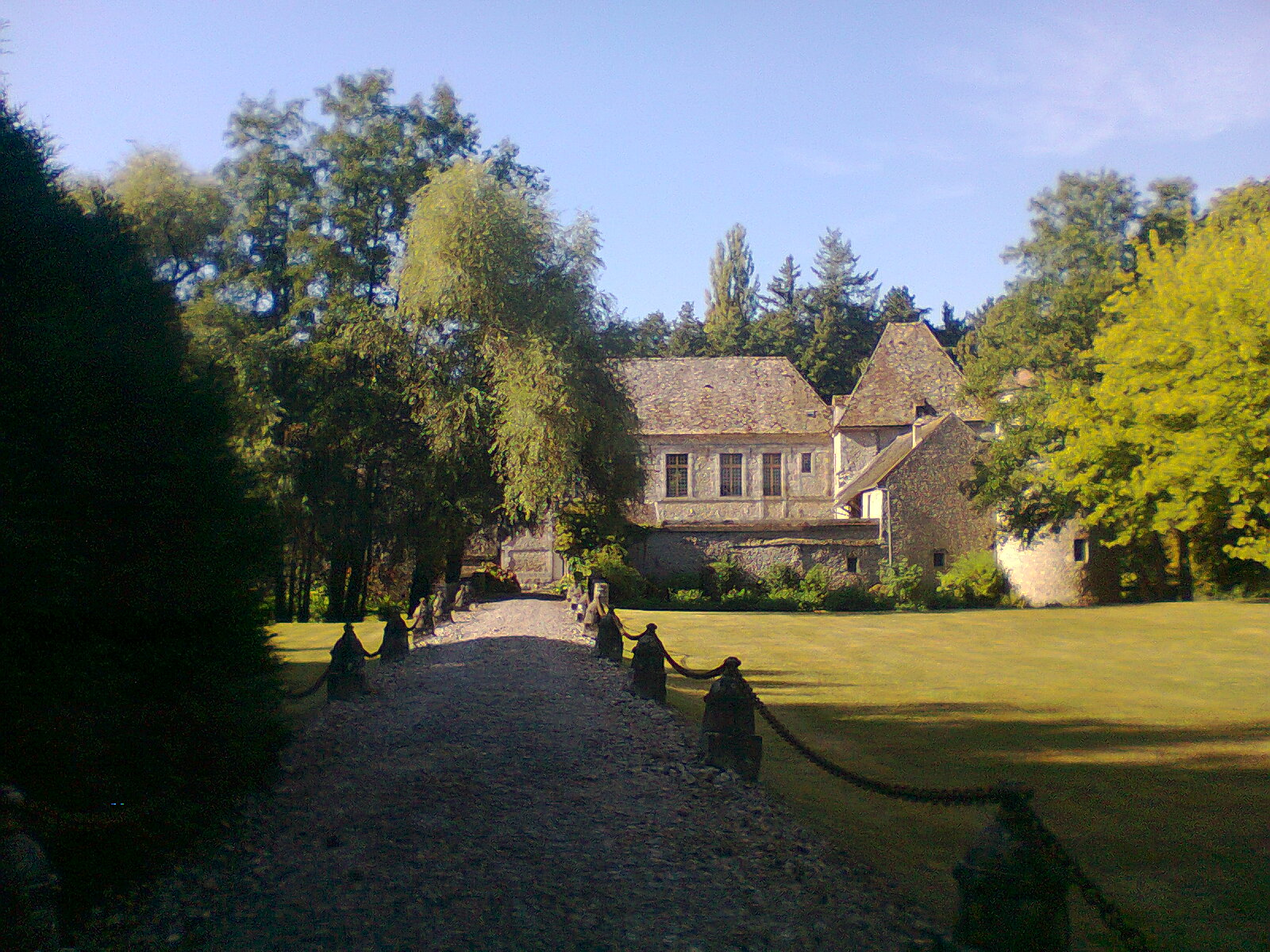
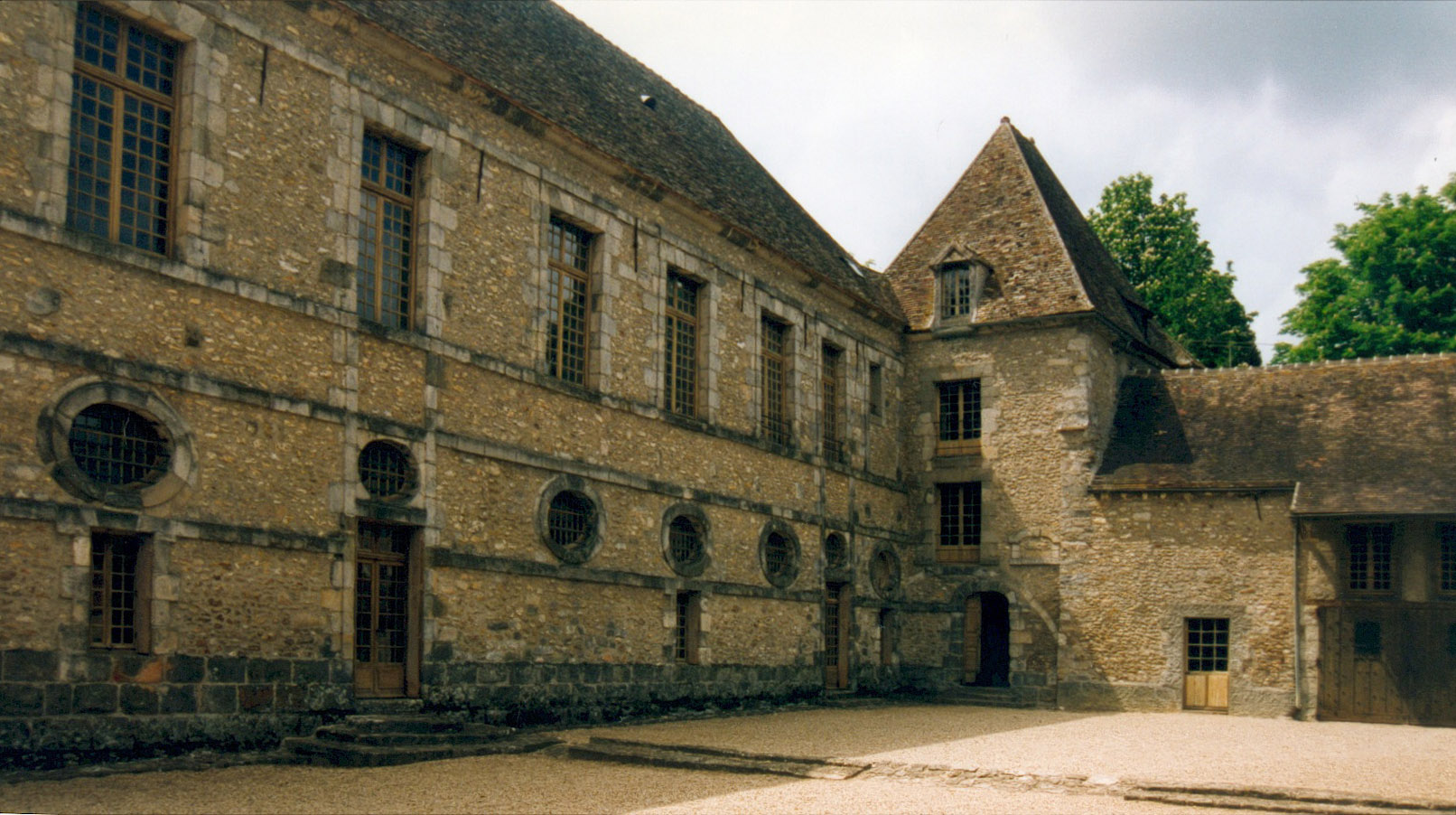
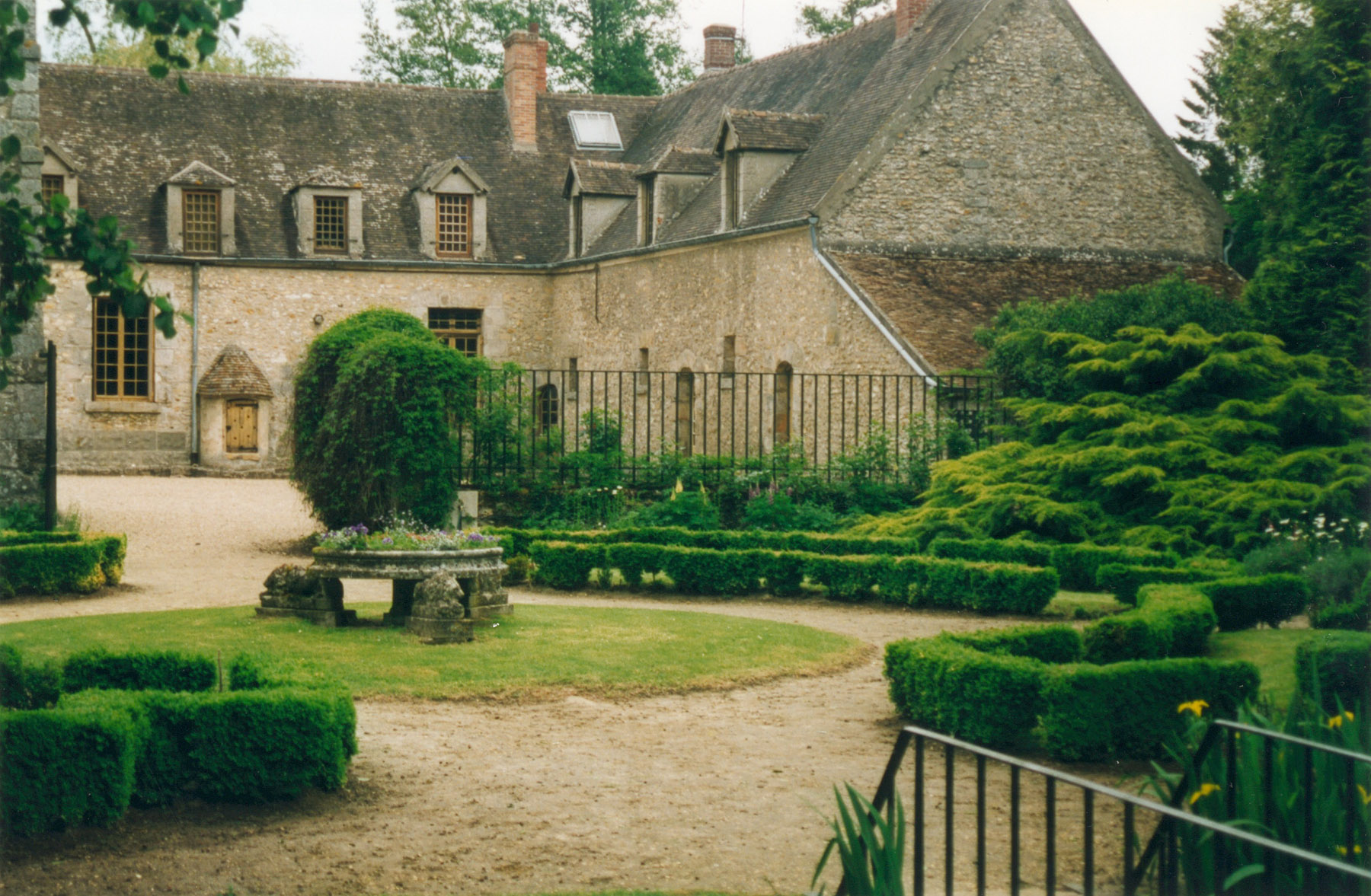
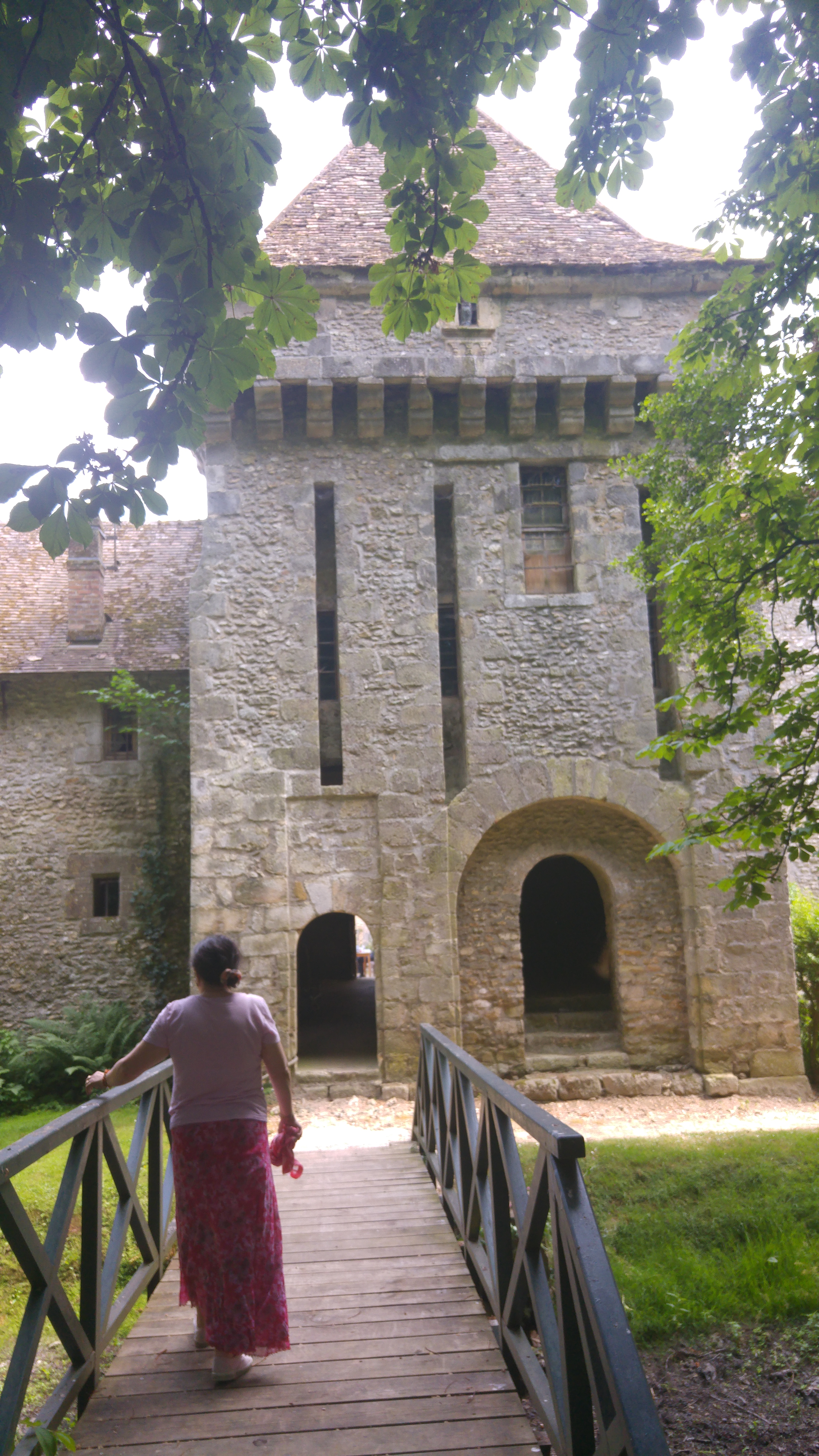

### Personnalités liées à la commune
Différents personnages publics sont nés, décédés ou ont vécu à Villeconin :
- Jean de Montagu (v.1349-1409), homme politique, y vécut ;
- Nicolas d'Estouteville (1545-1567), fils de François Ier, en était le seigneur.
- François-Louis de Barville, (1749-1836), seigneur du Fresne et d'Harnoville, militaire et homme politique, député de la noblesse du bailliage d'Orléans aux États généraux de 1789.
- Jean Bardet (1910-1983), fondateur des Éditions du Seuil, est inhumé à Villeconin.

### Héraldique
| Blason de Villeconin. | Les armes de Villeconin se blasonnent : D'argent à la croix d'azur cantonnée de quatre aiglettes au vol abaissé de gueules becquées et membrées d'or. |